# Maisons-Laffitte
Pour les articles homonymes, voir Maisons et Laffitte.
Maisons-Laffitte (prononcé : [mɛzɔ̃ lafit]) est une commune du département des Yvelines, dans la région Île-de-France, en France, située à 7 km environ au nord-est de Saint-Germain-en-Laye et à 18 km environ au nord-ouest de Paris.
Ses habitants sont appelés les Mansonniens. Maisons-Laffitte est surnommée « cité du cheval », en raison de son importante activité équestre.
C'est Jacques Laffitte (1767-1844), banquier et homme d'État, propriétaire du château de Maisons, qui a donné son nom à la commune.

## Géographie

### Localisation
Maisons-Laffitte se situe en bordure de Seine, sur la rive gauche du fleuve, et jouxte à l'ouest la forêt de Saint-Germain-en-Laye. Le territoire communal englobe également une partie d'une île de la Seine : l'île de la Commune.

### Communes limitrophes
La commune est limitrophe des communes de Saint-Germain-en-Laye à l'ouest et au nord - ainsi que d'environ 800 mètres frontaliers d'Achères - et du Mesnil-le-Roi au sud. À l'est, elle est séparée par la Seine de Sartrouville et Cormeilles-en-Parisis.

### Climat
Pour des articles plus généraux, voir Climat de l'Île-de-France et Climat des Yvelines.
En 2010, le climat de la commune est de type climat océanique dégradé des plaines du Centre et du Nord, selon une étude du CNRS s'appuyant sur une série de données couvrant la période 1971-2000. En 2020, Météo-France publie une typologie des climats de la France métropolitaine dans laquelle la commune est dans une zone de transition entre le climat océanique et le climat océanique altéré et est dans la région climatique  Sud-ouest du bassin Parisien, caractérisée par une faible pluviométrie, notamment au printemps (120 à 150 mm) et un hiver froid (3,5 °C).
Pour la période 1971-2000, la température annuelle moyenne est de 11,5 °C, avec une amplitude thermique annuelle de 14,8 °C. Le cumul annuel moyen de précipitations est de 649 mm, avec 10,5 jours de précipitations en janvier et 7,8 jours en juillet. Pour la période 1991-2020, la température moyenne annuelle observée sur la station météorologique la plus proche, située sur la commune de Pontoise à 12 km à vol d'oiseau, est de 12,5 °C et le cumul annuel moyen de précipitations est de 666,7 mm,. Pour l'avenir, les paramètres climatiques de la commune estimés pour 2050 selon différents scénarios d'émission de gaz à effet de serre sont consultables sur un site dédié publié par Météo-France en novembre 2022.

## Urbanisme

### Typologie
Au 1er janvier 2024, Maisons-Laffitte est catégorisée grand centre urbain, selon la nouvelle grille communale de densité à sept niveaux définie par l'Insee en 2022.
Elle appartient à l'unité urbaine de Paris, une agglomération inter-départementale regroupant 407  communes, dont elle est une commune de la banlieue,,. Par ailleurs la commune fait partie de l'aire d'attraction de Paris, dont elle est une commune du pôle principal,. Cette aire regroupe 1 929 communes,.

### Transports et déplacements
Maisons-Laffitte est desservie par l'ex-route nationale 308 (actuelle RD 308) qui relie Paris à Poissy.
Elle dispose de la gare de Maisons-Laffitte implantée sur la ligne de Paris-Saint-Lazare au Havre  depuis 1843, desservie par le RER A et par la Ligne L du Transilien.
La gare est également desservie par les lignes 2, 6, 12, et 262 du réseau de bus Argenteuil - Boucles de Seine. La nuit, elle est desservie par la ligne Noctilien N152.
- Ligne 2 : Gare de Maisons-Laffitte <> Gare de Saint-Germain-en-Laye
- Ligne 6 : Gare de Maisons-Laffitte <> Le Mesnil-le-Roi
- Ligne 12 : Gare de Maisons-Laffitte <> Circuit Urbain
- Ligne 262 : Gare de Maisons-Laffitte <> Pont de Bezons
- Ligne N152 : Gare de Cergy-le-Haut <> Gare de Paris St-Lazare

## Toponymie

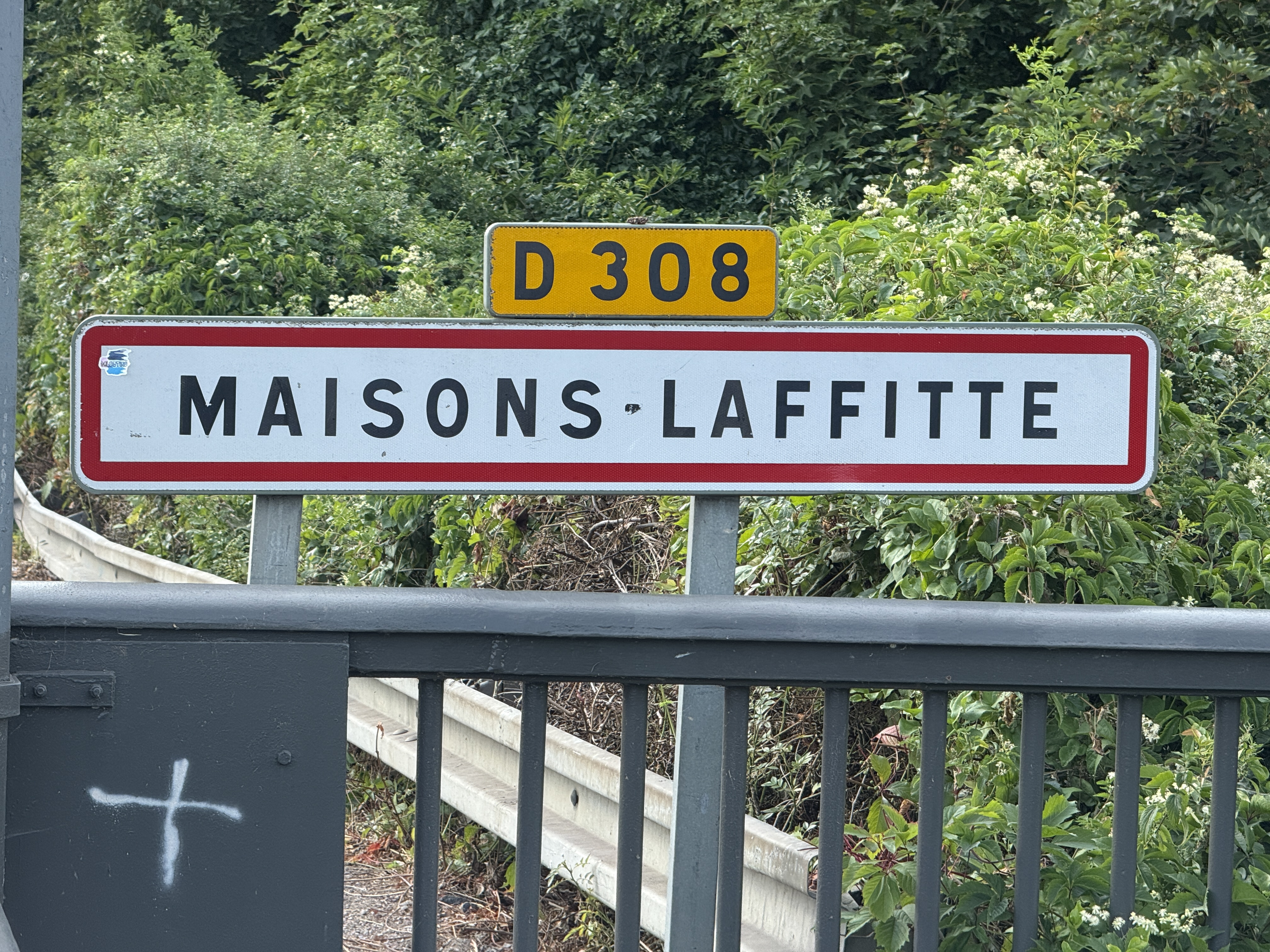
Panneau à l'entrée.

Le nom de la localité est attesté sous la forme latinisée in Mansionibus au début du IXe siècle, Mansionis villa au IXe siècle, Mansiones en 1136, Mesoniæ, Mesuns en 1187, Domus super Secanam et Mesons au XIIIe siècle, Maisons en 1793, puis Maisons-sur-Seine en 1801.
Il s'agit d'une formation toponymique précoce du Moyen Âge (absence d'article défini), basée sur le gallo-roman MASIONE, au sens médiéval (dans les noms de lieux) de « maison importante », voire « château », mot qui a donné le français maison, attesté dès le Xe siècle au sens de « bâtiment servant de logis, d'habitation, de demeure ». Le terme gallo-roman est issu du latin ma(n)sionem, accusatif de mansio « séjour, lieu de séjour, habitation, demeure, auberge ».
Appelé Maisons-sur-Seine jusqu'en 1882, le déterminant complémentaire -Laffitte s'est substitué à -sur-Seine officiellement après l'urbanisation du parc du château par le banquier Jacques Laffitte (1767-1844),.

## Histoire

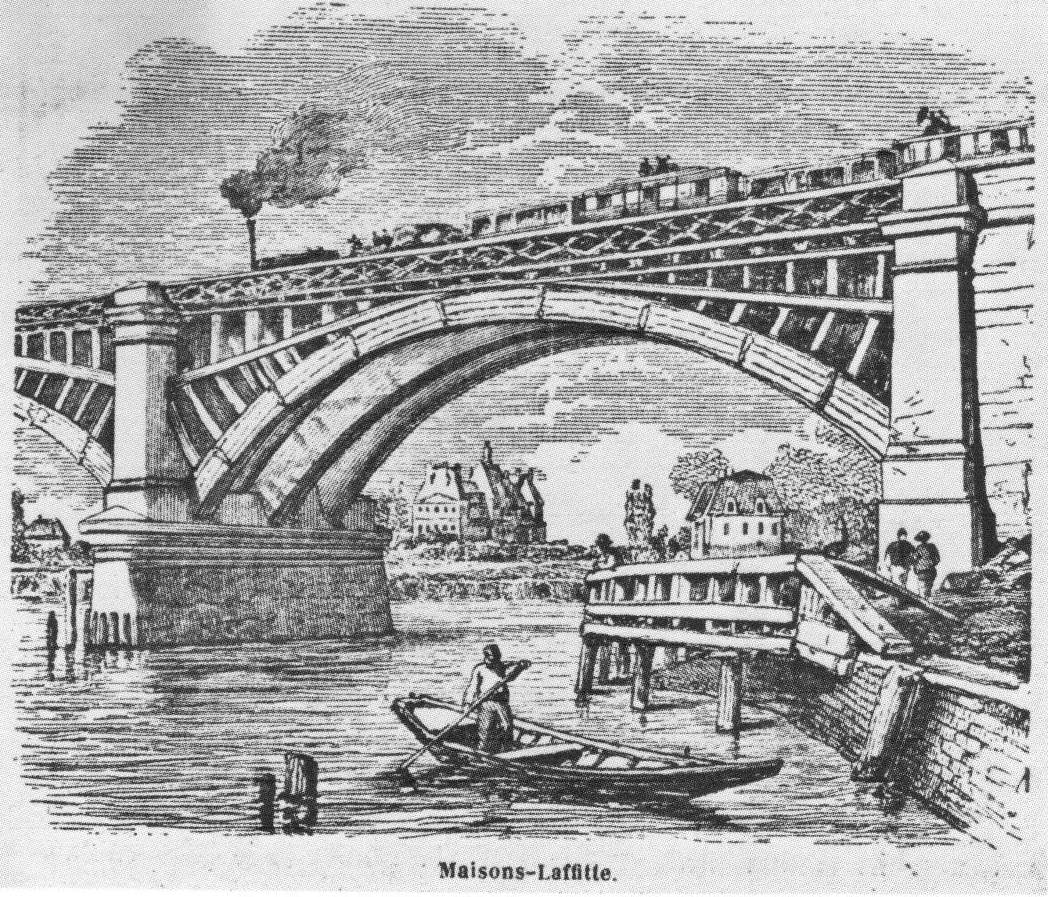
Maisons-Laffitte, 1862, par Charles-François Daubigny. Le pont de chemin de Fer.

### Les origines
« En décembre 2001, les fouilles archéologiques menées dans le quartier de l'Entrée de Maisons, à l'emplacement de la nouvelle Résidence Hôtelière, ont permis de mettre au jour des débris de poteries gallo-romaines datant des IIe et IIIe siècles : cette découverte atteste pour la première fois des origines gallo-romaines de Mansionis. »

La première mention du village date de 820 environ, dans le polyptyque d'Irminon.
Ce document, rédigé à l'instigation de l'abbé Irminon, était destiné à recenser les biens de l'abbaye de Saint-Germain-des-Prés, fondée à Paris en 543 par Childebert Ier, fils de Clovis. Mais des incertitudes demeurent à savoir si le Mansionis Villa du polyptyque correspond bien à Maisons-Laffitte. L'inventaire mentionne des cultures céréalières et des vignes. Malgré la présence du fleuve, il semble bien que le village n'ait jamais connu d'activités liées à la pêche. Le village s'est longtemps appelé « Maisons-sur–Seine ».
L'histoire de Maisons-Laffitte se précise vers le XIe siècle. C'est à partir de cette période qu'il est possible de dresser une généalogie des seigneurs de Maisons. Le premier châtelain fut certainement Nivard de Septeuil. Son fils Geoffroy Ier accorda à l'abbaye Saint-Wandrille de Fontenelle le libre passage devant le port de Maisons vers 1060-1066. Il donna également vers 1087 l'église de Maisons à l'abbaye Notre-Dame de Coulombs (proche de Nogent-le-Roi), avec des terres, des vignes, des dîmes et une part du péage.
Le village d'alors était réuni autour de l'église, à son emplacement actuel, entourée du cimetière, du presbytère, de l'ancien prieuré (où se trouve le Centre Ianchelevici) et le château situé alors vers les parterres ouest de nos jardins. De là, les maisons s'élevaient autour de la rue principale, devenue l'actuelle rue du Mesnil.
Le fief de Maisons-Laffitte reste aux mains des descendants de Nivard de Septeuil (familles de Gaucourt puis de Poissy), jusqu'à ce qu'il tombe en quenouille, aux mains de deux nièces de Jean II de Gaucourt. La famille d'Avesne conserva ses terres, qui passèrent rapidement à la famille de Marseille. Les Fouilleuse cédèrent leur bien dès 1460 à Jean IV de Longueil, juge au Parlement de Paris. L'unité de la seigneurie sera retrouvée en 1602, lorsque Jean VIII de Longueil rachète la part des Marseille.

### Les temps modernes: château, princes et village

#### Les Longueil
Le réunificateur de la seigneurie, Jean VIII de Longueil, meurt en 1629. Lui succède son fils René de Longueil, qui sera président à mortier au Parlement de Paris et surintendant des Finances en 1650-1651. Le château est construit à sa demande par François Mansart, oncle de Jules Hardouin-Mansart qui bâtira Versailles quelques années plus tard… Ce nouveau bâtiment vient prendre la place des précédentes constructions édifiées par les deux lignées de seigneurs de Maisons. Le château sera grand, pour recevoir le roi lors des chasses en forêt de Saint-Germain. C'est pour cette raison que l'entrée du monument est dos à la Seine, précédée par une large avenue venant de la forêt. La construction commence aux alentours de 1642, pour s'achever vers 1650.
L'alimentation en eau est assurée par le moulin placé sur le petit bras de Seine de l'île de la Commune, dont on peut encore voir les piles à proximité du palais omnisports Pierre-Duprés. Cette machine hydraulique, pourvue de deux roues à aubes, servait pour moudre le grain et pour pomper l'eau de Seine et l'envoyer jusqu'à un réservoir situé près de l'église. Victime d'un incendie en 1859, le moulin est détruit en 1887.
La terre de Maisons-sur-Seine fut érigée en marquisat en 1658.
Le parc du château, à la mesure de l'édifice, est clos en 1659, de par l'autorisation donnée par lettres patentes de Louis XIV au marquis de Longueil. Le marquis procède alors à de nombreux échanges de parcelles avec les habitants de Maisons afin d'agrandir son parc et d'en faire un ensemble homogène : les avenues Longueil et de Saint-Germain par exemple sont dessinées à cette période.
Louis XIV y logea en 1671 le jour de la mort de Philippe François de France, duc d'Anjou.
Les premières allées du Parc, les avenues Albine et Églé, sont contemporaines du château. Les autres allées seront créées au cours du XVIIIe siècle. Une carte de 1740 le montre tel que nous le connaissons. C'est également au XVIIIe siècle que les parcelles entre le château et la Seine sont aménagées : fossés comblés, plantations de rangées d'arbres…
Pour ce qui est du village, il s'organise entre l'église et la place publique dite « Le Champ », autour de laquelle s'ordonnent les bâtiments communs : pressoir, école, maison commune. Cette place porte aujourd'hui l'école primaire du Prieuré, rue du Mesnil. De nombreux noms de rues renvoient à cette période de l'histoire agricole du village : Chemin Vert, Derrière les Clos, Bois-Bonnet, Bois-Prieurs pour les lieux-dits les plus proches du centre du village. Mais nous pouvons également citer les rues du Renard, des Plantes, du Gros-Murger (amoncellement de pierres retirées des champs), des Cordonnières (déformation de « cardonnières », provenant de chardon)…
Le centre du village se ramifiait autour de petites sentes tortueuses, que l'on peut imaginer en se promenant dans la ruelle du Château, impasse de la Huchette ou bien passage du Tripot.
Le curé Chalines entreprend en 1759 de dénombrer la population, il compte alors 822 âmes. Parmi elles, une majorité de familles vivent de la vigne, qui occupe alors 40 % des terres cultivées. Comptons aussi des artisans : bâtiment, travail du cuir, du bois, du fer ; deux pêcheurs, un boucher, un boulanger, un meunier... Sans oublier neuf servantes, le maître d'école, un « chirurgien » (médecin), un huissier, un grand valet de pied du Roi dont la famille habite Maisons, le capitaine et le concierge du château, trois gardes de la forêt, deux gardes suisses, un soldat et le bedeau de la paroisse.
Parmi les descendants de René de Longueil, figure Jean-René (1700-1731) qui reçoit savants et écrivains au château, parmi lesquels Voltaire. Celui-ci raconte dans sa correspondance l'incendie qui endommage le bâtiment en 1724, alors qu'il le quittait après y avoir été soigné de la petite vérole. Le marquis Jean-René de Longueil s'intéresse de près aux sciences, et en plus de sa charge héréditaire de président du Parlement de Paris, il sera également nommé président de l'académie des Sciences. Il meurt sans descendance.
Le domaine passe aux mains d'une cousine, la marquise de Seiglière, née de Belleforière ; puis à son petit-fils le marquis Armand de Soyécourt. À court d'argent, celui-ci cherche à vendre Maisons. En commençant par le Roi, pour plaire à Madame de Pompadour en 1747, puis à Madame du Barry en 1770. Mais Louis XV ne se laisse pas engager dans ces opérations et Soyécourt finit par vendre Maisons en 1777 au comte d'Artois, frère de Louis XVI et futur Charles X, qui en compléta les embellissements.

#### Comtes et maréchaux
Le prince confie à François-Joseph Bélanger, architecte, le soin de procéder aux améliorations, restaurations et aménagements qu'il souhaite : construction d'une orangerie, remise en état des écuries et du moulin, restructuration des cuisines… Le comte d'Artois amène également à Maisons son « écurie anglaise », qui lui permet de développer sa passion des courses de chevaux, origine de l'implantation du sport hippique à Maisons-Laffitte. Le prince reçoit à « Maisons » des personnalités de la noblesse dont la vicomtesse de Beauharnais.
Mais l'édifice continue de menacer ruine en plusieurs endroits, et, les caisses vides, les travaux sont arrêtés. Le dernier passage du comte d'Artois à Maisons date de 1784. Il tente même de le revendre au roi son frère, qui lui aussi doit faire face à la pénurie de liquidités dans le trésor royal. La Révolution française vient finalement mettre un terme à ces tergiversations. Le comte d'Artois fuit en Angleterre, et le domaine est mis sous séquestre en 1792.
Mis en vente en 1797 comme bien national, l'ensemble est adjugé à Jean Lanchère (1727-1805), fournisseur aux armées, pour la somme de 853 853 francs. Intéressé par les profits qu'il peut faire des bâtiments, Lanchère détruit certains pavillons, vend des sculptures... pour finalement revendre le tout en 1804 au Maréchal Lannes, pour la somme de 450 000 francs.
Peu attiré par les fastes de la cour de Napoléon Ier, le maréchal préfère venir à Maisons entre deux campagnes militaires. Le château bénéficie alors de nouveaux travaux d'embellissement et une bergerie est installée dans les jardins.
Après sa mort en 1809 à la bataille d'Essling, son épouse, la duchesse de Montebello, reçoit parfois l'Empereur. C'est d'ailleurs ce dernier qui ordonne en 1810 la construction du 1er pont entre Sartrouville et Maisons. En 1813, la duchesse reçoit de même l'impératrice Marie-Louise, dont elle est dame d'honneur depuis trois ans. Le 13 novembre 1818, elle se défait du domaine de Maisons pour la somme d'un million cinquante mille francs, au profit de Jacques Laffitte.

### La naissance de la ville et du parc

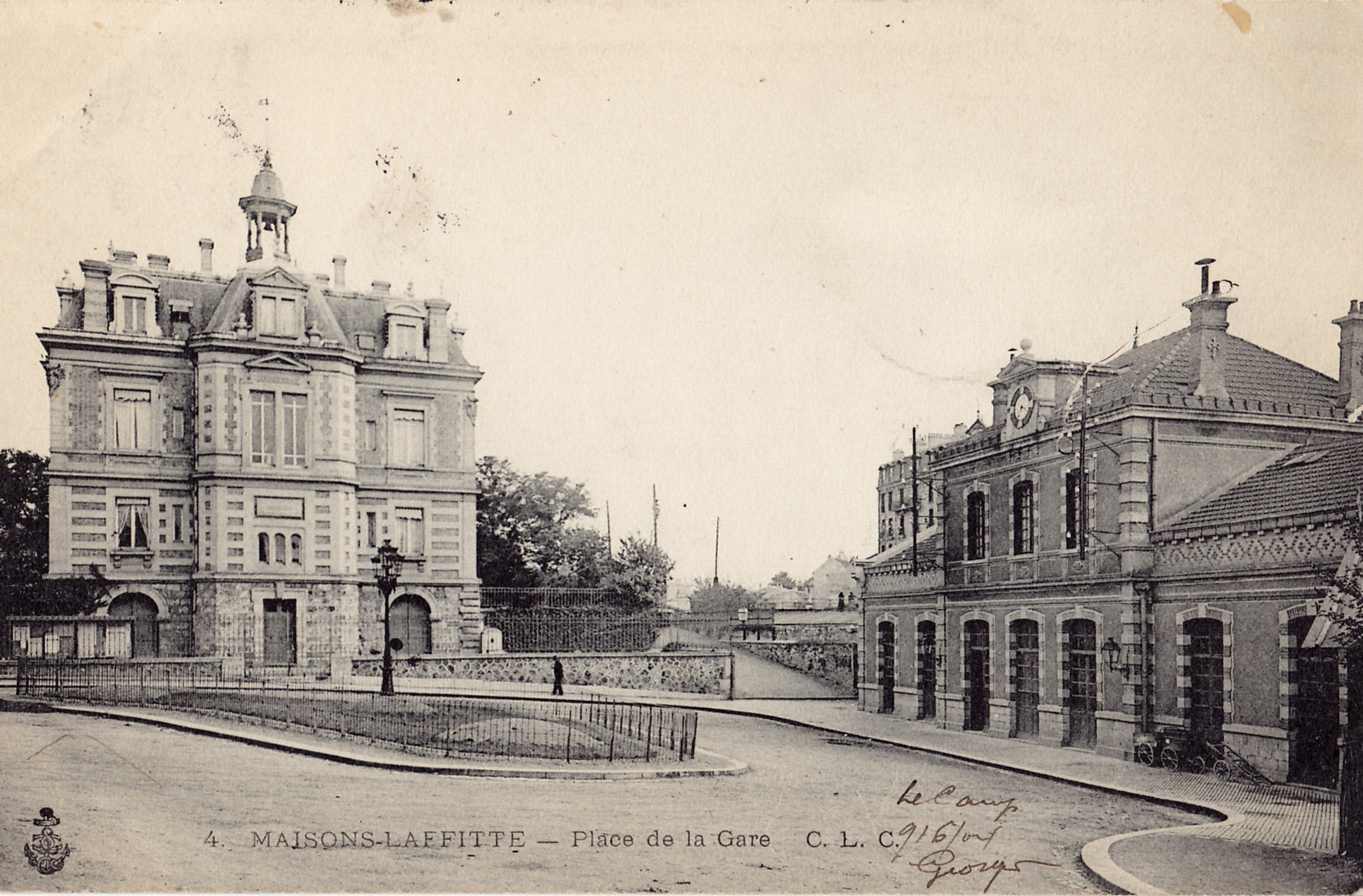
La gare de Maisons-Laffitte, vers 1905.

Jacques Laffitte naît le 24 octobre 1767 à Bayonne. Fils de charpentier, il se rend à Paris pour tenter sa chance et entre en 1788 dans le monde de la banque et y connaît une ascension rapide. Le 24 avril 1814, il devient, dans des conditions difficiles, gouverneur de la Banque de France. Pendant les Cent-Jours (1815), il avance des sommes considérables à l'État et à la ville de Paris pour répondre aux exigences de l'occupant.
Adversaire de Charles X (l'ancien propriétaire du château, entre 1777 et 1789, alors qu'il était comte d'Artois), Jacques Laffitte accueille à Maisons de nombreux membres de l'opposition politique. C'est donc logiquement qu'il exerce une influence décisive lors de la Révolution de 1830.

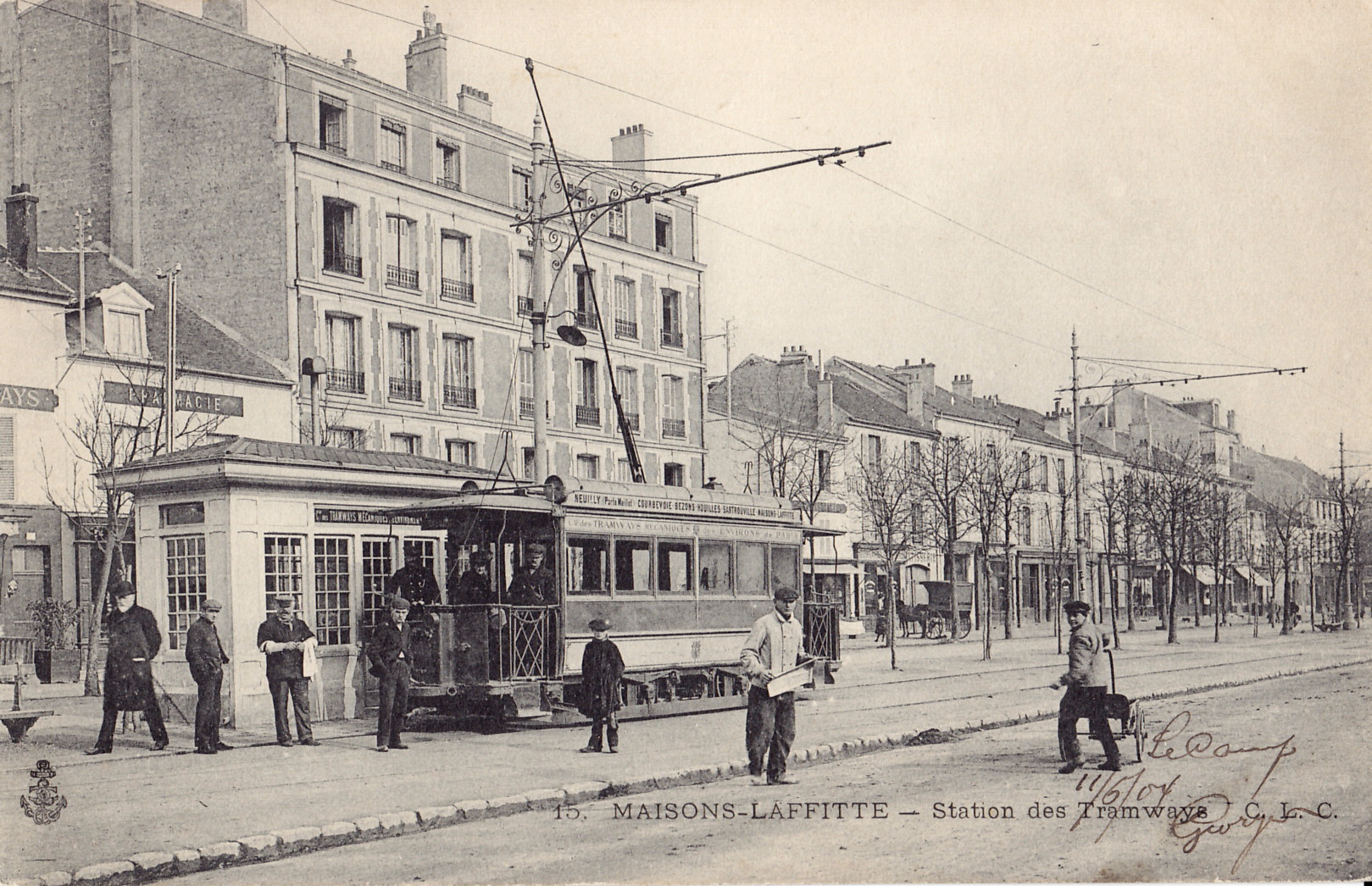
La ville était également desservie par les tramways des TMEP qui la reliaient à la Porte Maillot.

Le 3 août de la même année, la Chambre des députés le choisit d'ailleurs comme président. Après l'avènement de Louis-Philippe Ier, il est nommé président du Conseil et ministre des Finances du roi. Débordé par l'agitation politique, il laisse la place le 13 mars 1831, et sort à peu près ruiné de l'aventure. À la suite de ces événements, il décide donc de morceler le domaine de Maisons pour réaliser une fructueuse opération immobilière. En 1833, les écuries et d'autres dépendances sont détruites afin de fournir des matériaux de construction pour les acheteurs des lots du Parc. Le 16 février 1834 est déposé devant notaire le cahier des charges de ce lotissement, dont une copie est, encore aujourd'hui, remise à chaque acquéreur dans le Parc. L'idée de ce cahier des charges est de poser les principes de construction de cette « ville à la campagne ».
Pour assurer la desserte des propriétés, Jacques Laffitte est amené à ouvrir de nouvelles voies dans le Parc. Partant des épines dorsales déjà existantes (avenues Églé, Albine…), il trace des figures géométriques. Il dessine aussi une croix de la Légion d'honneur autour de la place Napoléon et du Cercle de la Gloire, d'où partent des avenues qui porteront les noms des batailles de l'Empereur.
En 1838, alors qu'une centaine de maisons sont d'ores et déjà édifiées, paraît un album de gravures « Vues pittoresques de Maisons-Laffitte », recueil quasiment publicitaire. Il montre plusieurs exemples de maisons dans le Parc. La grande majorité sont de modestes édifices correspondant à l'idéal social d'accession à la propriété pour les classes moyennes, que Laffitte et ses associés ont souhaité dans les premières années de l'opération.
Le développement de la colonie sera bientôt favorisé par l'arrivée du chemin de fer, et le Parc devient davantage résidentiel, et se parera de maisons plus cossues.

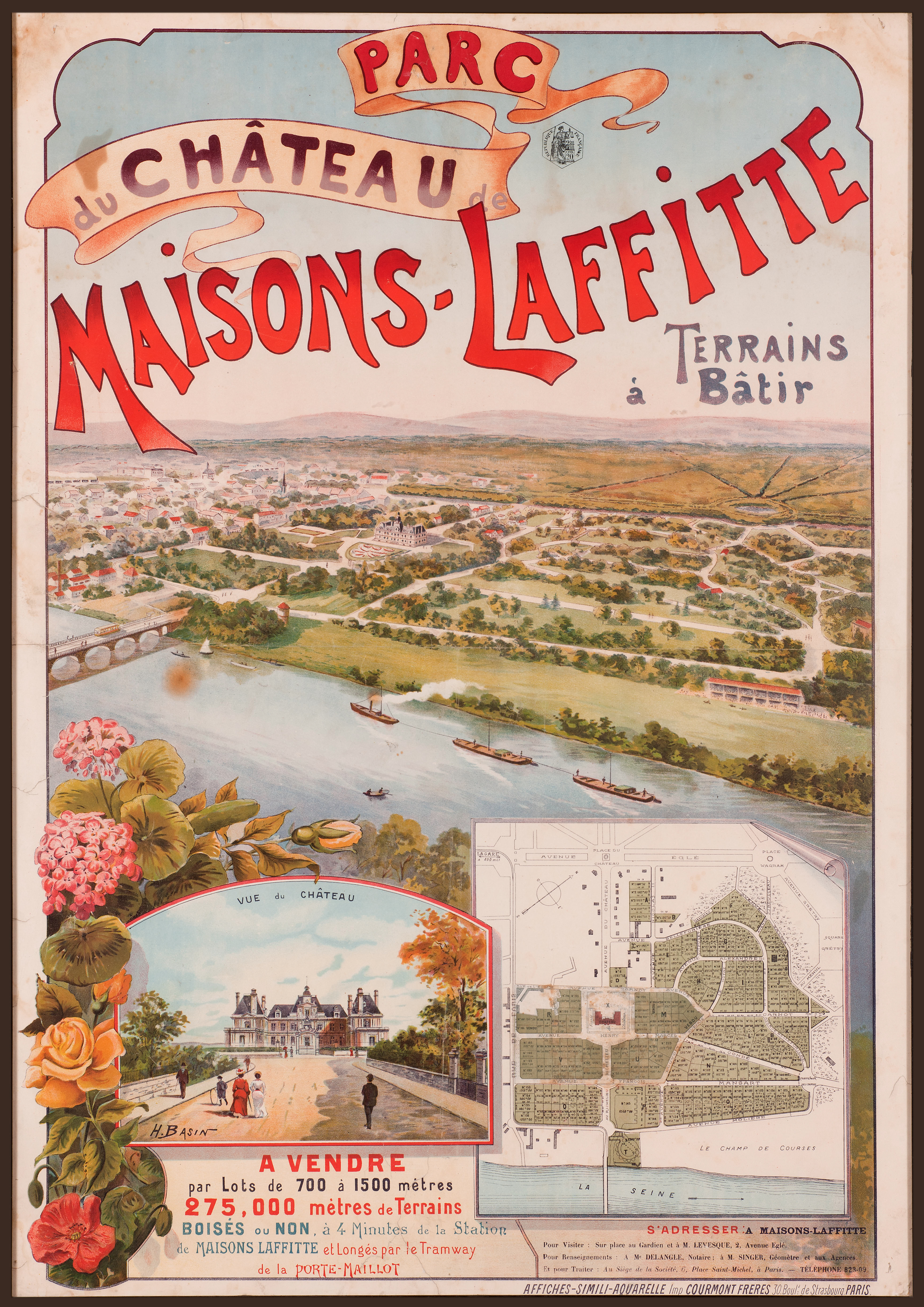
Affiche faisant la promotion du lotissement d'une partie du domaine.

Jacques Laffitte meurt le 26 mai 1844, emporté à Paris par une maladie pulmonaire. Le conseil municipal de Maisons-Laffitte fait célébrer un office funèbre en l'église de la ville. Le domaine passe aux mains de sa fille Albine, qui procède dès 1846 à une vente aux enchères des lots restants et qui finira par vendre le domaine en 1850, y compris les 33 hectares comprenant le château.
La famille Laffitte, après le lotissement du Parc, sera à l'origine de plusieurs autres changements.
Le neveu de Jacques, Charles, est un des promoteurs de la construction du Chemin de fer de Paris à la mer entre 1841 et 1843. Il participe aussi à la création du réseau d'adduction d'eau de la commune à partir de 1859. Personnalité parisienne, Charles Laffitte, grand amateur de sport hippique, est un des membres fondateurs du Jockey Club de Paris, au sein duquel sera créée la Société d'Encouragement. Il possédait dans le Parc la propriété « Le Val-Fleuri » où se situe actuellement la salle Malesherbes, quoique la propriété était alors beaucoup plus vaste.
Il fut conseiller municipal jusqu'à sa mort en 1875.
Le 27 mai et le 24 juin 1944, le pont ferroviaire reliant Maisons-Laffitte à Sartrouville fut bombardé à plusieurs reprises par des avions alliés,

## Politique et administration

### Rattachements administratifs et électoraux
Antérieurement à la loi du 10 juillet 1964, la commune faisait partie du département de Seine-et-Oise. La réorganisation de la région parisienne en 1964 fit que la commune appartient désormais au département des  Yvelines et à son arrondissement de Saint-Germain-en-Laye, après un transfert administratif effectif au 1er janvier 1968.
Pour l'élection des députés, elle fait partie depuis 1988 de la cinquième circonscription des Yvelines.
La commune faisait partie de 1793 à 1924 du canton de Saint-Germain-en-Laye, année où elle devient le chef-lieu du canton de Maisons-Laffitte. Dans le cadre du redécoupage cantonal de 2014 en France, elle est désormais rattachée au canton de Sartrouville.

### Intercommunalité
La commune avait créée le 1er janvier 2013 avec sa voisine Le Mesnil-le-Roi la communauté de communes Maisons-Mesnil.
Cette petite intercommunalité défensive fusionne avec ses voisines le 1er janvier 2016 pour former la Communauté d'agglomération Saint Germain Boucles de Seine dont est désormais membre la commune.

### Politique locale
Début  2018,, le maire Jacques Myard annonce réfléchir à la fusion de Maisons-Laffitte et du Mesnil-le-Roi, qui formeraient à terme une commune nouvelle, en raison des « liens qui unissent ces deux sœurs jumelles » et afin de permettre une meilleure maîtrise des dépenses tout en maintenant la qualité des services publics.
Serge Caseris, maire (LR) du Mesnil-le-Roi  se dit néanmoins « fermement opposé » à ce projet, en affirmant qu'il enlèverait beaucoup de rôles aux élus de sa ville tout en permettant à Maisons-Laffitte de respecter plus facilement ses obligations en matière de logement social, puisqu'il lui en manque 1 369, alors que Le Mesnil-le-Roi en dispose de 21 %, proche du minimum légal de 25 %,..

### Villes jumelées
- Newmarket (Royaume-Uni)
- Remagen (Allemagne)

## Population et société

### Démographie

#### Évolution démographique
L'évolution du nombre d'habitants est connue à travers les recensements de la population effectués dans la commune depuis 1793. Pour les communes de plus de 10 000 habitants les recensements ont lieu chaque année à la suite d'une enquête par sondage auprès d'un échantillon d'adresses représentant 8 % de leurs logements, contrairement aux autres communes qui ont un recensement réel tous les cinq ans,.

En 2022, la commune comptait 22 855 habitants, en évolution de −2,62 % par rapport à 2016 (Yvelines : +2,72 %, France hors Mayotte : +2,11 %).
| 1793 | 1800 | 1806 | 1821 | 1831 | 1836  | 1841  | 1846  | 1851  |
| ---- | ---- | ---- | ---- | ---- | ----- | ----- | ----- | ----- |
| 799  | 711  | 733  | 826  | 916  | 1 087 | 1 422 | 1 405 | 1 560 |

| 1856  | 1861  | 1866  | 1872  | 1876  | 1881  | 1886  | 1891  | 1896  |
| ----- | ----- | ----- | ----- | ----- | ----- | ----- | ----- | ----- |
| 1 752 | 2 175 | 2 720 | 3 330 | 3 247 | 3 725 | 4 380 | 4 744 | 5 622 |

| 1901  | 1906  | 1911  | 1921   | 1926   | 1931   | 1936   | 1946   | 1954   |
| ----- | ----- | ----- | ------ | ------ | ------ | ------ | ------ | ------ |
| 6 730 | 8 149 | 9 674 | 10 571 | 12 026 | 13 573 | 13 040 | 13 074 | 15 481 |

| 1962   | 1968   | 1975   | 1982   | 1990   | 1999   | 2006   | 2011   | 2016   |
| ------ | ------ | ------ | ------ | ------ | ------ | ------ | ------ | ------ |
| 19 132 | 24 223 | 23 504 | 22 595 | 22 173 | 21 856 | 22 566 | 23 125 | 23 470 |

| 2021   | 2022   | - | - | - | - | - | - | - |
| ------ | ------ | - | - | - | - | - | - | - |
| 23 080 | 22 855 | - | - | - | - | - | - | - |

#### Pyramide des âges
En 2018, le taux de personnes d'un âge inférieur à 30 ans s'élève à 35,5 %, soit en dessous de la moyenne départementale (38 %). À l'inverse, le taux de personnes d'âge supérieur à 60 ans est de 23,8 % la même année, alors qu'il est de 21,7 % au niveau départemental.
En 2018, la commune comptait 11 362 hommes pour 12 249 femmes, soit un taux de 51,88 % de femmes, légèrement supérieur au taux départemental (51,32 %).
Les pyramides des âges de la commune et du département s'établissent comme suit.
| Hommes | Classe d’âge | Femmes |
| ------ | ------------ | ------ |
| 1,0    | 90 ou +      | 1,8    |
| 7,6    | 75-89 ans    | 11,0   |
| 11,8   | 60-74 ans    | 14,2   |
| 20,3   | 45-59 ans    | 20,4   |
| 20,1   | 30-44 ans    | 20,7   |
| 17,4   | 15-29 ans    | 15,0   |
| 21,9   | 0-14 ans     | 17,0   |

| Hommes | Classe d’âge | Femmes |
| ------ | ------------ | ------ |
| 0,6    | 90 ou +      | 1,4    |
| 6      | 75-89 ans    | 7,8    |
| 13,5   | 60-74 ans    | 14,8   |
| 20,7   | 45-59 ans    | 20,1   |
| 19,6   | 30-44 ans    | 19,9   |
| 18,5   | 15-29 ans    | 16,8   |
| 21,2   | 0-14 ans     | 19,2   |

### Enseignement
La commune compte[Quand ?] de nombreux établissements d'enseignement :
Maternelle
- École maternelle Bois-Bonnet
- École maternelle du Clos-Lainé
- École maternelle Jean-Baptiste-Colbert
- École maternelle Jean-Cocteau
- École maternelle la Renarde
- École maternelle Montebello

Primaire
- École élémentaire Jean-Baptiste-Colbert
- École élémentaire Ledreux-Alain
- École élémentaire Mansart
- École élémentaire Prieuré
- École élémentaire privée l'Ermitage
- École élémentaire privée Sainte-Marie

Secondaire
- Collège Jean-Cocteau
- Collège l'Ermitage, École internationale de France
- Collège Le Prieuré
- Lycée l'Ermitage, International School of France (en)
- CFA Horticulture et métiers du cheval

Enseignements artistiques
La ville possède un Conservatoire municipal de musique et d'art dramatique de 480 élèves. En 2007, cet établissement prend le nom de Conservatoire Mstislav Rostropovitch en hommage au violoncelliste.

## Économie

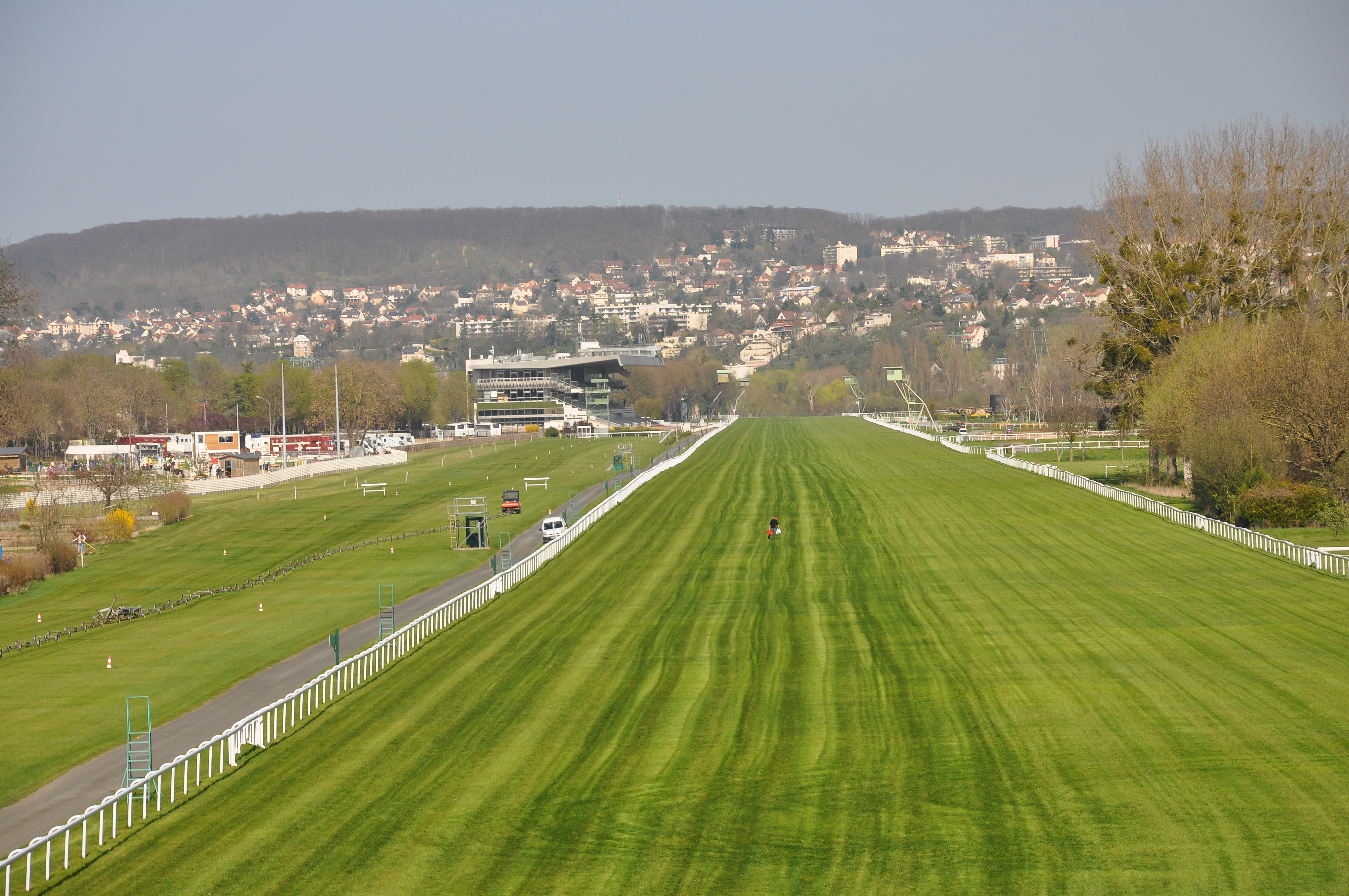
La ligne droite de l'Hippodrome de Maisons-Laffitte.

### Généralités
- Hippodrome de Maisons-Laffitte :

Maisons-Laffitte est surnommée « Cité du Cheval », grâce à son importante activité équestre. Elle possède l'hippodrome incluant la plus grande ligne droite d'Europe (2 200 m), ainsi qu'un parc relié à la forêt de Saint-Germain-en-Laye où l'on croise souvent des cavaliers. La piste circulaire nommée « Cercle de la Gloire » est le rendez-vous des pur-sang allant à l'entraînement.
- Commune résidentielle :

Le Parc de Maisons-Laffitte couvre 60 % de la commune et environ 40 % des Mansonniens y vivent. C'est un domaine privé ouvert au public. Il est classé à l'inventaire des sites au ministère de la Culture.

### Revenus de la population et fiscalité
En 2010, le revenu fiscal médian par ménage était de 48 001 €, ce qui plaçait Maisons-Laffitte au 450e rang parmi les 31 525 communes de plus de 39 ménages en métropole.
En 2013, 84,8 % des ménages fiscaux sont imposables.

### Emploi
Le taux de chômage, en 2013, pour la commune s'élève à 7,7 %, un chiffre nettement inférieur à la moyenne nationale (9,6 %)

## Culture locale et patrimoine

### Lieux et monuments

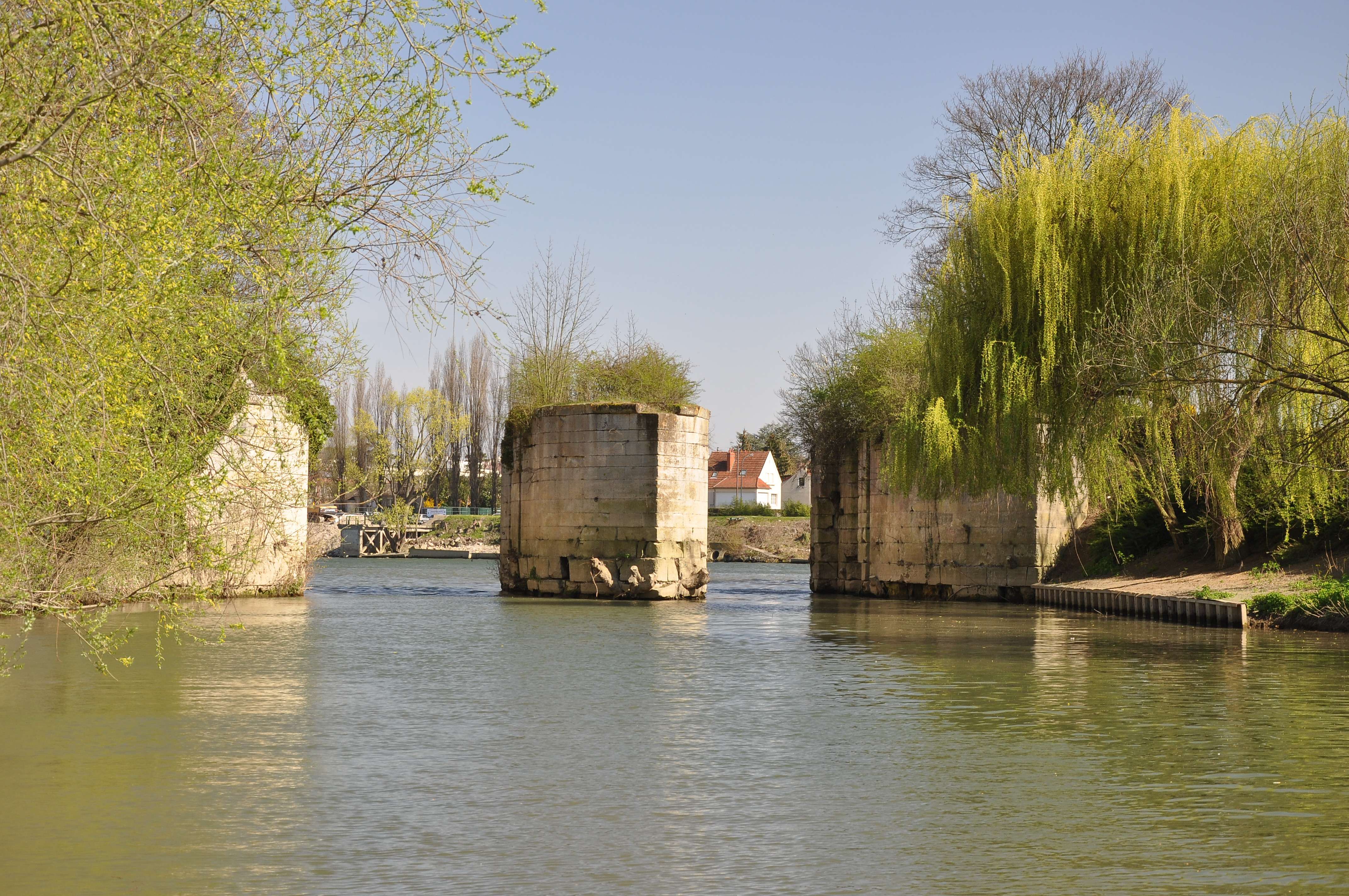
Les vestiges du vieux moulin sur le petit bras de la Seine.

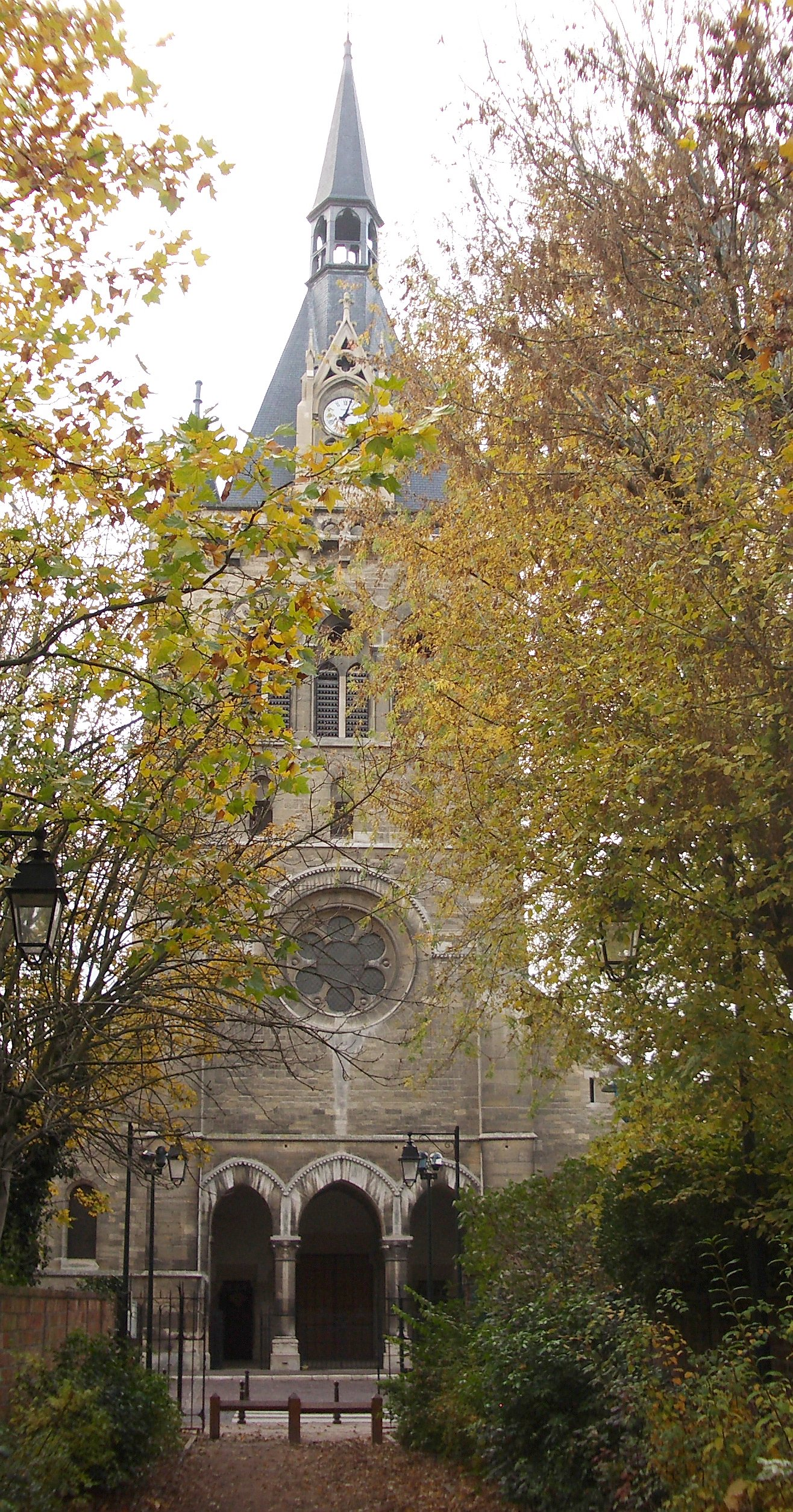
Église Saint-Nicolas, construite entre 1868 et 1885. Le clocher est doté d'un carillon de huit cloches.

- Château de Maisons-Laffitte (1643).
- Contemporains du château, plusieurs pavillons également de François Mansart : deux à l’entrée du parc de Maisons-Laffitte, encadrant les deux portes de Maisons-Laffitte, autrefois fermées par une grille. Deux autres un peu plus loin, très remaniés, sur l'avenue Eglé. Un cinquième aux Caves du Nord, sur l'avenue Bourdaloue dans le prolongement de l'avenue Albine, à une autre extrémité du parc.
- L'église Saint-Nicolas, construite en 1872.
- La chapelle de la Paix, datant des XIe et XVIe siècles, désaffectée  en 1896, aujourd'hui centre d'exposition[37],[38]. La fontaine de Maisons-Laffitte, au village, à côté, datant du XVIIIe siècle.
- Les vestiges de la  machine des eaux de Maisons-Laffitte sur le petit bras de la Seine. Elle a été construite vraisemblablement par François Mansart à la demande de René de Longueil pour alimenter son futur Château de Maisons en 1634. Détruit en 1885, il reste de nos jours que les trois culées en maçonnerie sur lesquelles reposait la machine. L'édifice est inscrit à l'inventaire supplémentaire des monuments historiques en 1974[39].
- Villas remarquables
  - Au 30 avenue Pascal. "Le Pavillon Doulton" réalisé par la compagnie de poterie anglaise Royal Doulton pour l'Exposition universelle de 1878. Après l'exposition, la façade a été remontée dans le parc de Maisons-Laffitte et une maison a été bâtie à l’arrière[40].
  - Au 35 avenue Belleforière. Villa sur jardin de 1923 réalisée par les architectes Henri Lecoeur (1867-1951) et Jodart pour M. et Mme Laureys. Elle est aujourd'hui scindée en appartements et le jardin loti est occupé par plusieurs immeubles.
  - Au 2 avenue du Général-Leclerc. "La Villa Florentine" construite en 1905 par l'architecte André Granet (1881-1974) pour M. Trussy. La décoration est de M. Ledoux.
  - Propriété Juillard
  - Pavillon des Gardes
  - Pavillon, 72 rue de Paris (Maisons-Laffitte)
  - Pavillon, 2 rue de la Muette (Maisons-Laffitte)
  - Pavillon, 24 avenue Eglé (Maisons-Laffitte)
  - Pavillon, 21bis avenue Eglé (Maisons-Laffitte)
  - Propriété, 39 avenue Albine (Maisons-Laffitte)
- Hôtel Royal de Maisons-Laffitte
- Immeuble, 36bis rue de la Muette (Maisons-Laffitte)

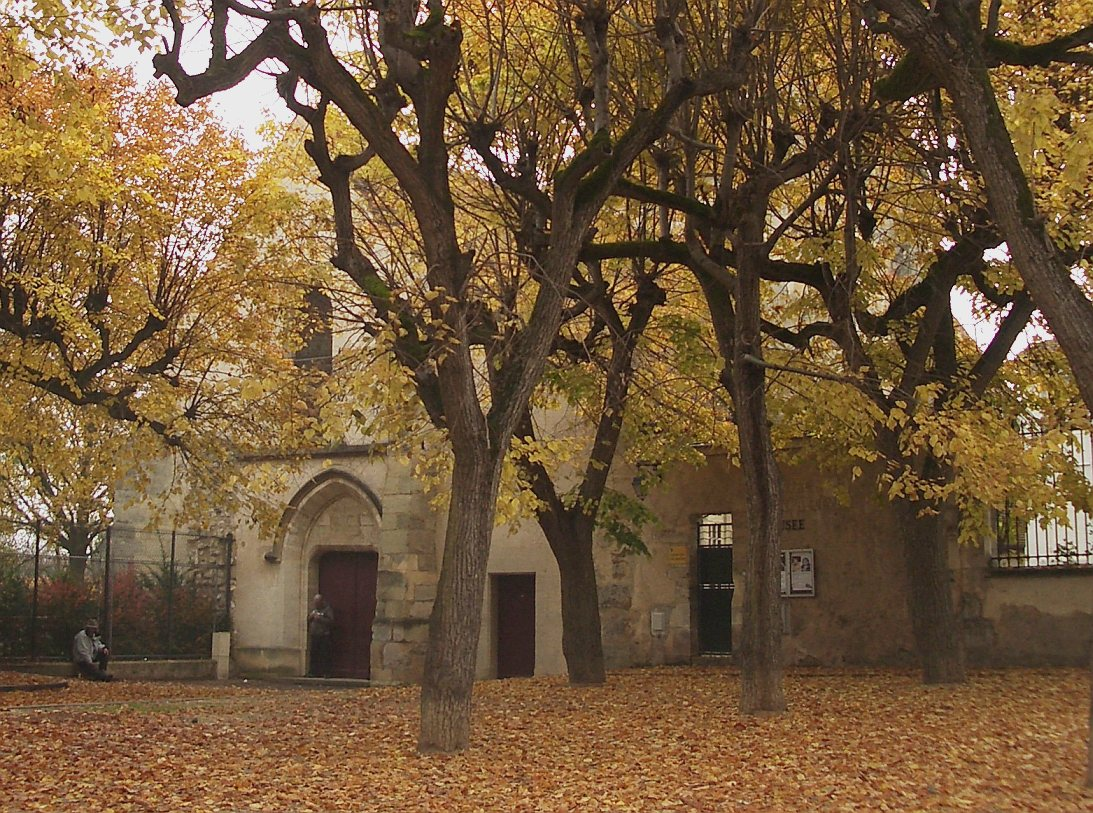
La vieille église à côté du château.
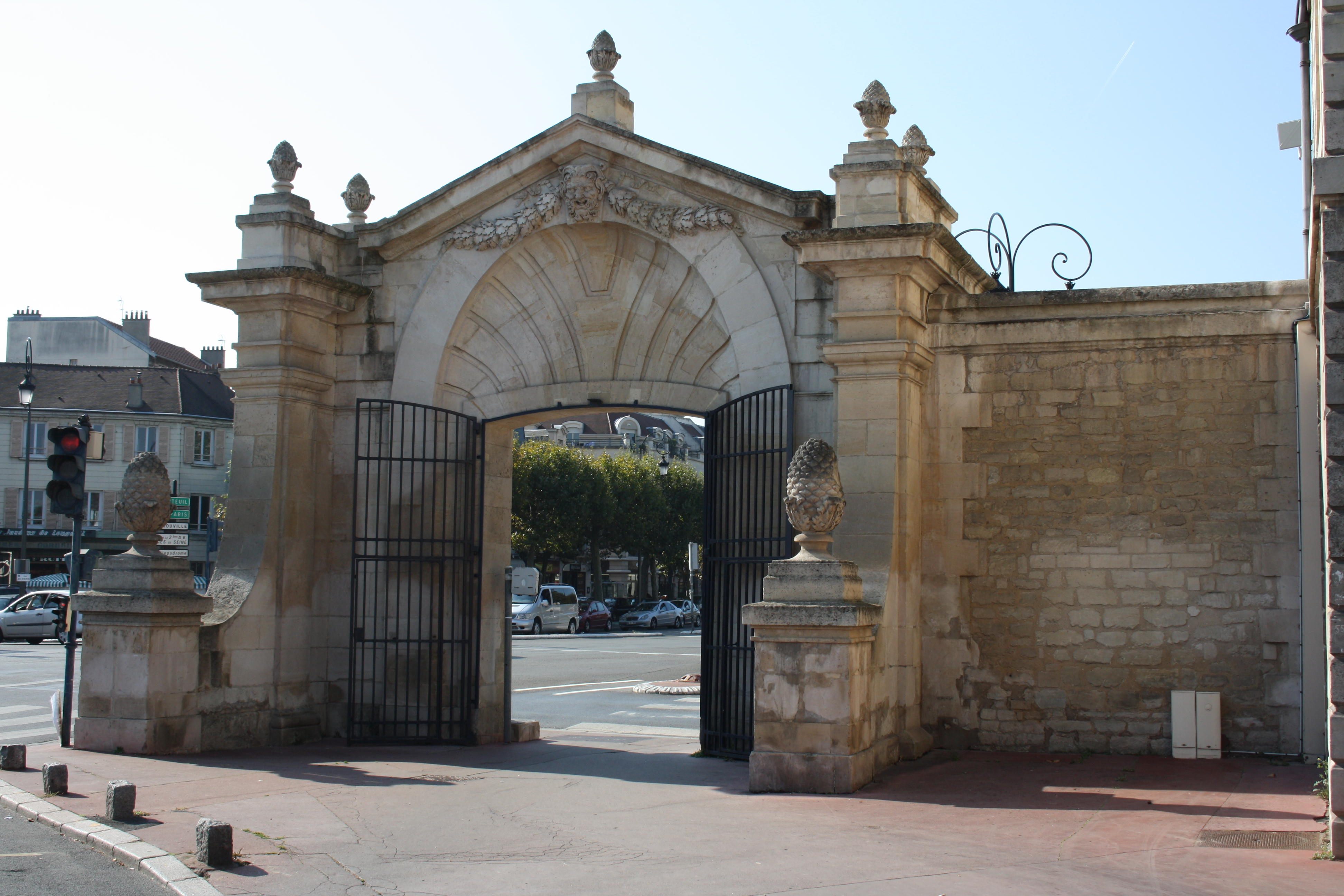
La Porte du parc vue de l'intérieur.

### Maisons-Laffitte dans les arts et la culture populaire

#### Musique
Maisons-Laffitte, associée au cheval, est mentionnée dans la chanson de Charles Trenet intitulée Vous oubliez votre cheval.

#### Cinéma
L'action de Le Crime du Bouif réalisé en 1952 par André Cerf, se déroule à Maisons-Laffitte.
L'action de Les Espions, réalisé en 1957 par Henri-Georges Clouzot, se déroule dans une clinique lépreuse de Maisons-Laffitte.
Le château de Maisons-Laffitte (extérieur, grand escalier, salle de bal...) et son jardin avec la vieille église pour décor ont servi au tournage de Les Liaisons dangereuses de 1988.

### Personnalités liées à la commune
- L'Aga Khan III (1877-1957), propriétaire hippique et passionné de courses hippiques. Après la Seconde Guerre mondiale, il quitte Maisons-Laffitte pour s'installer à Chantilly.
- Jehan Alain (1911-1940), compositeur, organiste à l'église Saint-Nicolas.
- Pape-Philippe Amagou, (1985) joueur franco-sénégalo-ivoirien de basket-ball.
- Philippe Ariès (1914-1984), historien.
- Grégory Baugé (1985), coureur cycliste sur piste, champion du monde de vitesse en 2009,2010 et 2012. Il participe également aux Jeux olympiques d'été de 2012
- Harry Baur (1880-1943), acteur.
- Akrame Benallal (1981), cuisinier et chef étoilé.
- Jules Brasseur (1828-1890), comédien et chanteur français.
- Nicolas Canteloup (1963), imitateur. A fréquenté une écurie de chevaux de monte.
- Comte Robert de Clermont Tonnerre (1853-1929), propriétaire hippique, lui-même jockey à ses heures, dans une vaste propriété à côté du château, avec théâtre et jardin botanique privés, aujourd’hui disparus.
- Jean Cocteau (1889-1963), poète, peintre et cinéaste, né à Maisons-Laffitte.
- Józef Czapski (1896-1993), peintre et homme de lettres polonais.
- Frédéric Deltour (né en 1982 à Maisons-Laffitte), écrivain, philosophe, aventurier, conférencier et consultant français. Élu Mister France en 2003.
- Pierre Dhers (1914-1998), professeur et homme politique.
- Général Dietrich von Choltitz (1894-1966), gouverneur militaire du Grand Paris, en résidence secondaire au 6 avenue Lafontaine, chez le riche américain Frank Jay Gould (1877-1956), placé sous séquestre.
- Charles Duval (1808-1876), architecte, à l'origine de nombreux immeubles et villas de Maisons-Laffitte.
- Marc Ferro (1924-2021), historien, y est mort.
- Eric Fottorino (1960), journaliste, cofondateur de l'hebdomadaire Le 1 et des revues America et Zadig.
- Jean Gabin, locataire d'une villa avenue Eglé à l'entrée du parc, quelques saisons en 1957-1958. Y sont tournées des prises de vue du film Le Désordre et la Nuit de Gilles Grangier.
- Gilbert Garache (1918-2005), résistant français, Compagnon de la Libération, décédé à Maison-Laffitte.
- Jerzy Giedroyc (1906-2000), fondateur et rédacteur de la revue Kultura.
- Général Henri Giraud (1879-1949), placé en résidence surveillée dans une villa réquisitionnée de l'Aga Khan (1940), d'où il s'évade. La même adresse, 7 avenue Desaix, devient ensuite un centre civil et militaire important des autorités d'occupation, où le maréchal Erwin Rommel apparaît souvent, avant d'être immédiatement vendue par le prince à son retour en 1945.
- Patrick Grainville (1947), romancier, prix Goncourt 1976, membre de l'Académie française.
- Amiral Émile Guépratte (1856-1939), gouverneur de l'hôtel des Invalides, ayant commandé à la batailles des Dardanelles en 1915, domicile au 1 avenue de Saint-Germain, face a la mairie.
- Robert Hossein (1927-2020), acteur, metteur en scène, réalisateur, scénariste et dialoguiste, premier époux de Marina Vlady.
- Idel Ianchelevici (1909-1994), sculpteur.
- Philippe Jaroussky (1978), contre-ténor. Il est né à Maisons-Laffitte.
- Jeanine Kleykens (1925-1994), désigneuse textile belge, est née à Maisons-Laffitte.
- Victor Labat (1982), pilier de rugby à XV professionnel né à Maisons-Laffitte.
- Jacques de Lacretelle (1888-1985), écrivain et académicien. Il habita Le pavillon des Chamettes au 2, avenue La Fayette de juin à octobre 1921.
- Bernard Lama (1963), ancien gardien de buts de l'équipe de France de football, habita la commune de 1992 à 2000 en jouant au PSG.
- Pierre Larquey (1884-1962), acteur décédé et inhumé à Maisons-Laffitte.
- Claudine Loquen (1965), peintre, habita la commune de 1994 à 2011. En 2010, elle y fut invitée d'honneur au Salon des Arts[41].
- Roger Martin du Gard (1881-1958), écrivain, prix Nobel de littérature de 1937. Il habita au 26 avenue Albine de 1890 à 1895, et évoque ses séjours mansonniens dans Les Thibault.
- Ghislaine Maxwell (1961), femme mondaine britannique impliquée dans l'affaire Epstein, y est née.
- La môme Moineau (1908-1968), artiste de variétés et milliardaire excentrique.
- Randy de Puniet (1981), pilote de Grand Prix moto, né à Maisons-Laffitte.
- Anne Queffélec (1948), pianiste concertiste de renom international.
- Demis Roussos (1946-2015) musicien et chanteur grec. Il a vécu à Maisons-Laffitte, place Napoléon, de 1974 à 1977[42].
- Léon Schwartzenberg (1923-2003), cancérologue, défenseur des étrangers en situation irrégulière et président d'honneur de l'association Droit au logement.
- Gérard Séty (1922-1998), comédien, décédé dans sa maison.
- José Todaro (1940), ténor lyrique, réside dans le parc de Maisons-Laffitte[43].
- Valéry Vigan (1968), journaliste, éditorialiste, fondateur et directeur de La France pittoresque.
- Marina Vlady (1938), actrice, chanteuse et écrivain, première épouse de Robert Hossein.
- Emma Watson (1990), actrice, y vécut jusqu'à ses 5 ans.
- Elliott De Wit (1995-), joueur et entraîneur de basket français.